# Рамон Вільєда Моралес
Хосе Рамон Адольфо Вільєда Моралес (ісп. José Ramón Adolfo Villeda Morales; 26 листопада 1908 — 8 жовтня 1971) — гондураський політичний діяч, президент країни у 1957–1963 роках.

## Життєпис
Здобув медичну освіту в Національному університеті Гондурасу, де був президентом Федерації студентів. 1938 року разом з дружиною переїхав до Німеччини, де вступив до аспірантури.
1940 року повернувся на батьківщину, працював у педіатричній клініці в Санта-Роса-де-Копан, потім заснував власну медичну клініку в Тегусігальпі, невдовзі був обраний президентом Медичної асоціації Гондурасу. На цьому посту займався питаннями підвищення доступності окремих видів медичної допомоги населенню. Слідом за цим організував першу клініку Червоного Хреста в країні.
Вільєда Моралес, якого за малий зріст і ораторські здібності прозвали «Маленькою пташкою», активно брав участь в реорганізації Ліберальної партії, а 1949 року став її головою. Він заснував та очолив щоденну партійну газету «El Pueblo». 1953 року успішно провів кампанію на муніципальних виборах та був висунутий кандидатом у президенти. На виборах 10 жовтня 1954 року, які відбувались на тлі наслідків травневого загального страйку працівників бананових плантацій, Вільєда Моралес здобув перемогу, однак під тиском США результати виборів було визнано недійсними, й тимчасовим президентом став Хосе Лосано Діас. У липні 1956 року Вільєда Моралес був засланий до Сан-Хосе (Коста-Рика) й повернувся на батьківщину в листопаді того ж року після військового перевороту й оголошення амністії. Був призначений на пост посла Гондурасу в США, на якому перебував до вересня 1957 року, після чого подав у відставку напередодні нових виборів. 16 листопада 1957 року Конституційна асамблея, більшість місць у якій належало Ліберальній партії, обрала Вільєду Моралеса президентом країни.
У перші роки правління провів низку соціальних реформ: було запроваджено прогресивне аграрне й трудове законодавство, націоналізовано залізницю. Розгорнулось будівництво об'єктів соціальної галузі, виробничої інфраструктури, було врегульовано територіальну суперечку з Нікарагуа. Однак під тиском військовикив був змушений відійти від такого курсу. 1960 року було ухвалено декрет, що забороняв демократичні видання, 1961 року — розірвано дипломатичні відносини з Кубою. 1963 року, за кілька днів до завершення терміну президентського мандату, був усунутий в результаті військового перевороту й утік до Коста-Рики.
Помер 8 жовтня 1971 року від серцевого нападу, перебуваючи на посту постійного представника Гондурасу при ООН.